# ويليام ارسي
ويليام ارسي (بالإنجليزية: William Arce)‏ هو لاعب كرة قاعدة أمريكي، ولد في 25 يونيو 1925.